# Bevrijdingsmonument Leiden

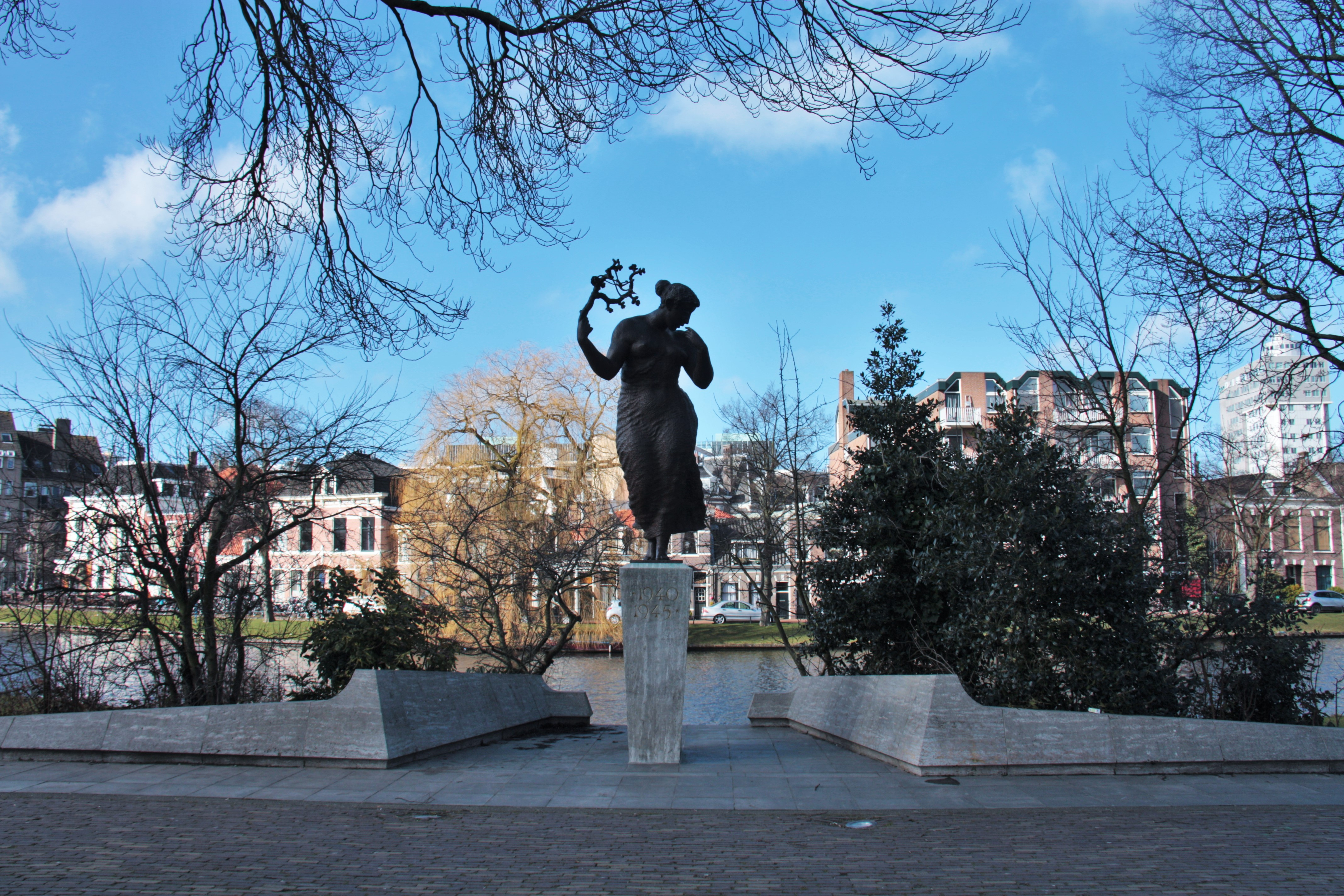
overzichtsfoto

Het bevrijdingsmonument in de Nederlandse stad Leiden is een monument ter nagedachtenis aan de bevrijding van de Duitse bezetting.

## Achtergrond
Aan de Steenstraat, in de nabijheid van het Wereldmuseum, werd na de oorlog een houten herdenkingskruis geplaatst. In 1956 werd een Commissie tot stichting van een oorlogsmonument 40/45 ingesteld voor de oprichting van een permanent oorlogsmonument. Aanvankelijk werd Mari Andriessen benaderd, maar die had het te druk. De opdracht werd vervolgens gegeven aan beeldhouwer Pieter Starreveld. Hij had eerder het monumentje Jongen met de duif (1954) gemaakt voor het stadhuis van Leiden.
Starreveld ontwierp een beeld van een staande vrouw met in haar rechterhand een bloesemtak, die elk jaar weer tot nieuw leven komt, als symbool van het stervende en weer ontluikende leven. In de tak is het contour van de vredesduif zichtbaar. De lichaamshouding van de vrouw, met haar blik naar achteren terwijl ze een stap naar voren zet, verwijst naar zowel bezinning over de oorlog als vooruitgang in het leven. Het beeld werd in brons gegoten bij de Rijnlandse kunstgieterij J.E. Stöxen
Het monument werd in 1957, aansluitend aan de Nationale Dodenherdenking, onthuld door jhr. mr. F.H. van Kinschot, burgemeester van Leiden. Het is geplaatst in de nabijheid van molen De Valk.

## Beschrijving
Het monument toont een bronzen, drie meter hoge vrouwenfiguur ten voeten uit. Ze is blootsvoets en gekleed in een gedrapeerd gewaad. In haar rechterhand houdt zij een bloesemtak. Ze heeft haar hoofd naar achteren gewend, terwijl ze tegelijkertijd een stap voorwaarts zet. Het beeld staat op een twee meter hoge natuurstenen sokkel. Het wordt omgeven door een terras met kwartsiettegels en aan weerszijden een laag natuurstenen muurtje. 